# کاماسی واشینگتن
کاماسی واشینگتن (انگلیسی: Kamasi Washington؛ زادهٔ ۱۸ فوریهٔ ۱۹۸۱) نوازنده ساکسوفون و موسیقی‌دان سبک جاز اهل ایالات متحده آمریکا است. وی از سال ۲۰۰۰ میلادی تاکنون مشغول فعالیت بوده‌است.